# Escames
Escames ist eine französische Gemeinde mit 223 Einwohnern (Stand 1. Januar 2022) im Département Oise in der Region Hauts-de-France. Die Gemeinde liegt im Arrondissement Beauvais und ist Teil der Communauté de communes de la Picardie Verte und des Kantons Grandvilliers.

## Geographie
Die Gemeinde mit den Ortsteilen Longavesne weit im Norden und Hémécourt im Tal des Thérain sowie Hévécourt im Süden liegt mit ihrem Zentrum rund fünf Kilometer westlich von Songeons am Thérain. Zu Escames gehört das isoliert gelegene Gehöft Le Quesnoy.

## Einwohner
| 1962 | 1968 | 1975 | 1982 | 1990 | 1999 | 2006 | 2011 |
| ---- | ---- | ---- | ---- | ---- | ---- | ---- | ---- |
| 186  | 178  | 184  | 182  | 183  | 208  | 205  | 206  |

## Verwaltung
Bürgermeisterin (maire) ist seit 1995 Béatrice Belliard.

## Sehenswürdigkeiten
- Kirche Saint-Rémi[1]